# Canard de Saxe

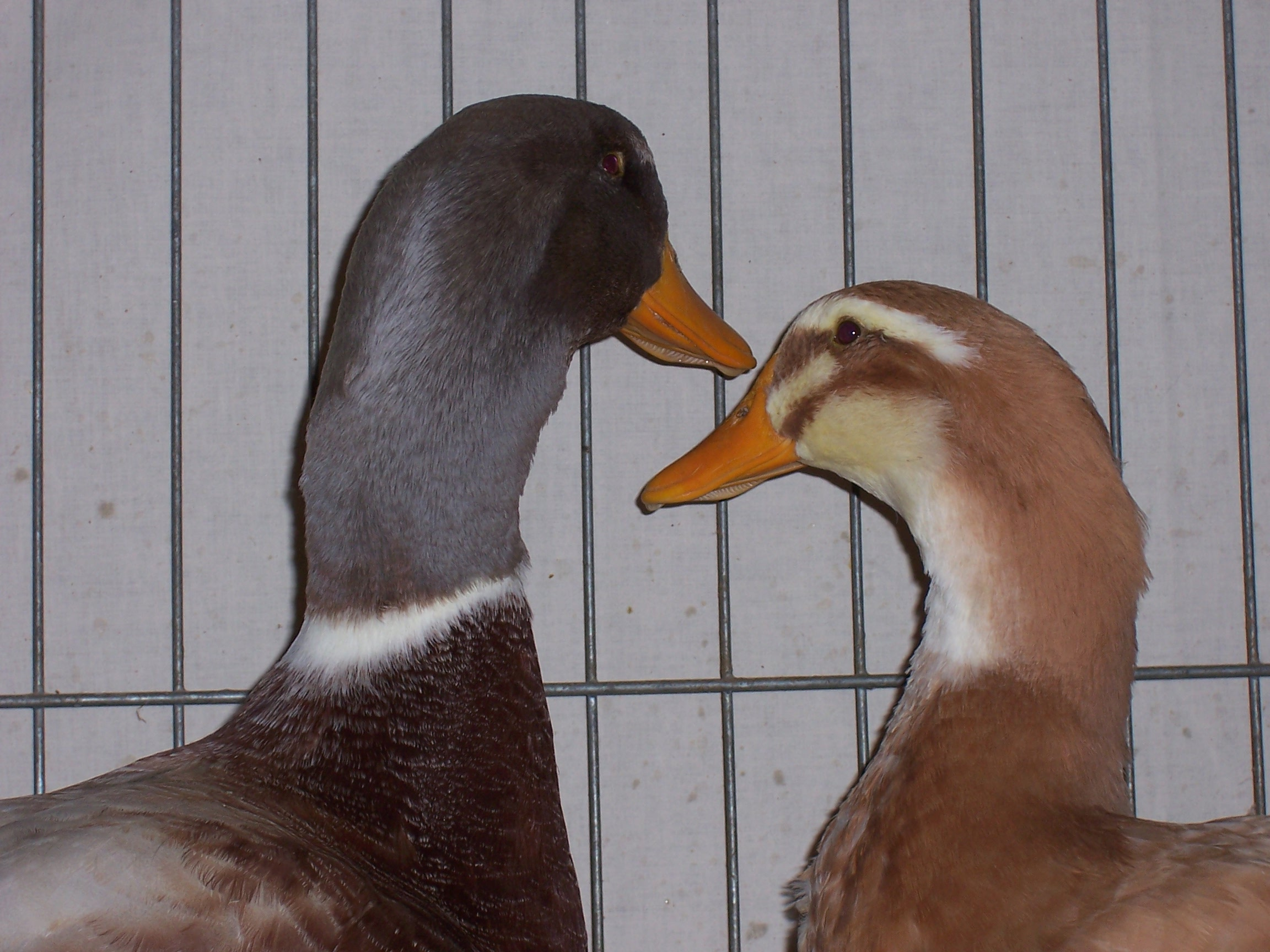
Têtes d'un couple.

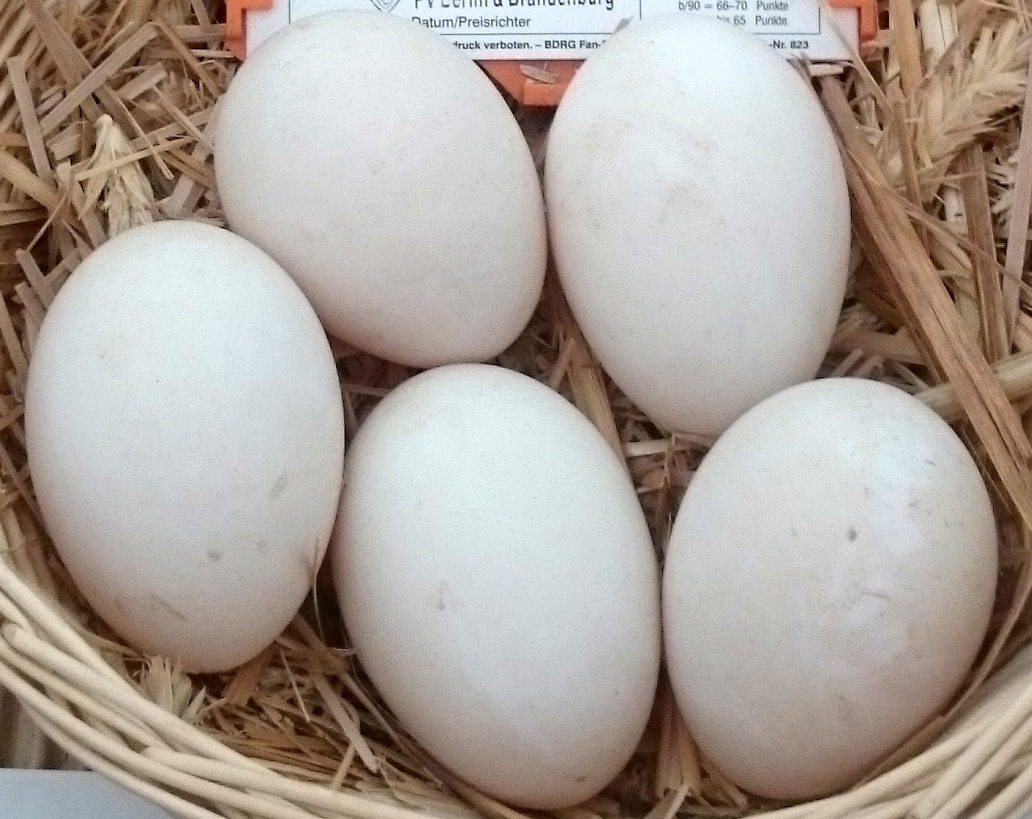
Œufs de la cane de Saxe.

Le canard de Saxe (en allemandːSachsenente) est un canard domestique sélectionné en 1934 par Albert Franz à Chemnitz en Saxe avec un plumage bleu-blond. Fragilisé par la Seconde Guerre mondiale, il a été reconnu comme race à part entière en 1957.

## Histoire
C'est en 1924 que l'éleveur Albert Franz croise le canard de Rouen avec un canard de Poméranie bleu. Il obtient au bout de huit ans le coloris souhaité. Ensuite il le croise avec un canard de Pékin de la variété allemande, il est possible aussi qu'il l'ait croisé avec un orpington. 
Franz présente les premiers individus en 1934 à Chemnitz-Altendorf. Mais la population est décimée à cause de la guerre et il reprend ses recherches en 1952. La race est enfin reconnue en 1957 en Allemagne de l'Est. En 1958, c'est au tour de l'Allemagne de l'Ouest avec la formation d'une association d'éleveurs. La race est diffusée rapidement à l'étrangerː en 1965 en Suisse et en 1968 en France, plus tard en Angleterre où elle figure parmi les races reconnues par le British Poultry Standard, et seulement en 1984 aux États-Unis. Aujourd'hui, cette race se trouve aux quatre coins du monde et bénéficie de la protection de l'Entente européenne d'aviculture et de cuniculture avec un standard officiel bien fixé par le Bund Deutscher Rassegeflügelzüchter. Elle obtient son standard officiel aux États-Unis en l'an 2000 .

## Description
La modèle de reproduction de cette race est une forme forte, mais pas trop maladroite, avec un port horizontal, une poitrine large, un ventre arqué, et un cou pas trop mince. Le coloris du plumage est clair avec des plumes bien serrées et beaucoup de duvet. . Le mâle est bleu sur la tête et sur le cou avec un collier blanc. Sa  poitrine est de couleur châtain. La cane est beige orangé. La tête montre des deux côtés deux lignes de couleur blanche, la ligne supérieure s'étend derrière l'œil; l'inférieure, sous l'œil.
Le mâle peut atteindre 3,5 kg et la femelle 3 kg.

## Source de la traduction
- (de) Cet article est partiellement ou en totalité issu de l’article de Wikipédia en allemand intitulé « Sachsenente » (voir la liste des auteurs).